# Чемпионат Европы по горному бегу 2017
Чемпионат Европы по горному бегу 2017 года прошёл 8 июля в Камнике (Словения). Участники соревновались в дисциплине горного бега «вверх». Разыгрывались 8 комплектов наград: по 4 в индивидуальном и командном зачётах. Соревнования проходили среди взрослых спортсменов и юниоров (до 20 лет).
Трасса чемпионата пролегала в районе Велика Планина в Камникско-Савиньских Альпах. Финиш всех дистанций располагался на вершине Градишче на высоте 1660 метров над уровнем моря.
Соревнования прошли при тёплой и солнечной погоде. На старт вышли 222 бегуна (119 мужчин и 103 женщины) из 26 стран Европы. Второй год подряд отсутствовали представители сборной России, отстранённой от международных соревнований в ноябре 2015 года из-за допингового скандала. Каждая страна могла выставить до 4 человек в каждый из 4 забегов, командное первенство подводилось по сумме мест трёх лучших из них.
Победительницей среди женщин впервые в карьере стала Мауде Матис из Швейцарии, прежде добивавшаяся наибольших успехов в другом виде спорта, ски-альпинизме. Трёхкратная чемпионка Европы Андреа Майр завоевала бронзовую медаль.
Лидерство в мужском забеге с первых метров взял на себя норвежец Юхан Бугге, оторвавшийся от соперников на отметке 4 км на 12 секунд. Однако через ещё один такой же отрезок дистанции он уже проигрывал итальянцу Ксавье Шеврье 14 секунд, а на финише был только шестым с отставанием почти в 2 минуты. Шеврье стал лучшим на второй половине дистанции, одержав свою первую победу на чемпионате Европы с комфортным отрывом. Серебряного и бронзового призёров на финише разделила всего одна секунда: португалец Луиш Сараива оказался сильнее итальянца Франческо Пуппи. В командном первенстве прервалась 20-летняя победная серия сборной Италии. Французы не завоевали медалей в личном зачёте, но в команде набрали одинаковое число очков с итальянцами, а по дополнительному показателю (месту, занятому третьим зачётным участником) стали чемпионами Европы. Эта командная победа стала для Франции второй в истории турнира (первая была в 1996 году), на счету Италии — все остальные (21 раз).

## Расписание
| Дата        | Время | Забег   |
| ----------- | ----- | ------- |
| 8 июля 2017 | 10:00 | Юниорки |
| 8 июля 2017 | 10:00 | Юниоры  |
| 8 июля 2017 | 10:45 | Женщины |
| 8 июля 2017 | 11:15 | Мужчины |

Время местное (UTC+2)

## Медалисты
Курсивом выделены участники, чей результат не пошёл в зачёт команды

### Мужчины и юниоры
| Дисциплина                                 | Золото                                                                 | Золото   | Серебро                                                                       | Серебро  | Бронза                                                                 | Бронза   |
| ------------------------------------------ | ---------------------------------------------------------------------- | -------- | ----------------------------------------------------------------------------- | -------- | ---------------------------------------------------------------------- | -------- |
| 12,5 км перепад высот: +1295 м −75 м       | Ксавье Шеврье Италия                                                   | 1:02.51  | Луиш Сараива Португалия                                                       | 1:03.34  | Франческо Пуппи Италия                                                 | 1:03.35  |
| 12,5 км (команды)                          | Франция · Эмманюэль Месса · Дидье Заго · Жюльен Ранкон · Фабьен Демюр  | 17 очков | Италия · Ксавье Шеврье · Франческо Пуппи · Алекс Бальдаччини · Чезаре Маэстри | 17 очков | Португалия · Луиш Сараива · Жозе Карвалью · Карлуш Лопеш               | 58 очков |
| Юниоры 8,5 км перепад высот: +1035 м −75 м | Габриэл Буларда Румыния                                                | 47.07    | Даниэль Паттис Италия                                                         | 47.30    | Андреа Пранди Италия                                                   | 48.22    |
| Юниоры 8,5 км (команды)                    | Италия · Даниэль Паттис · Андреа Пранди · Андреа Ростан · Маттео Бонци | 12 очков | Турция · Абдюлселам Бингёль · Эмрах Гюнен · Джихан Качмаз · Ахмет Алканоглу   | 24 очка  | Франция · Сильвен Кашар · Робин Фарисье · Кентен Сюкко · Дилан Рибейро | 27 очков |

### Женщины и юниорки
| Дисциплина                                 | Золото                                                                              | Золото   | Серебро                                                                      | Серебро | Бронза                                                                     | Бронза   |
| ------------------------------------------ | ----------------------------------------------------------------------------------- | -------- | ---------------------------------------------------------------------------- | ------- | -------------------------------------------------------------------------- | -------- |
| 8,5 км перепад высот: +1035 м −75 м        | Мауде Матис Швейцария                                                               | 49.30    | Сара Танстолл Великобритания                                                 | 50.51   | Андреа Майр Австрия                                                        | 51.43    |
| 8,5 км (команды)                           | Великобритания · Сара Танстолл · Виктория Уилкинсон · Ребекка Хилланд · Кэти Уолшоу | 19 очков | Италия · Валентина Белотти · Сара Боттарелли · Аличе Гаджи · Саманта Галасси | 33 очка | Австрия · Андреа Майр · Сандрина Иллес · Карин Фрайтаг · Александра Хаузер | 40 очков |
| Юниорки 4,5 км перепад высот: +430 м −10 м | Лиза Эд Германия                                                                    | 23.16    | Бахар Аталай Турция                                                          | 24.25   | Габриэла Дорофтей Румыния                                                  | 24.36    |
| Юниорки 4,5 км (команды)                   | Великобритания · Скарлет Дейл · Анна Макфадьен · Хайди Дэвис · Хелен Торнхилл       | 22 очка  | Румыния · Габриэла Дорофтей · Алексия Хечико · Ирина Бордяну · Юлия Зудор    | 23 очка | Турция · Бахар Аталай · Эйлем Гюр · Сельма Исот · Бейза Чифтчи             | 25 очков |

## Медальный зачёт
Медали завоевали представители 9 стран-участниц.
 Принимающая страна
| Место | Страна         | Золото | Серебро | Бронза | Всего |
| ----- | -------------- | ------ | ------- | ------ | ----- |
| 1     | Италия         | 2      | 3       | 2      | 7     |
| 2     | Великобритания | 2      | 1       | 0      | 3     |
| 3     | Румыния        | 1      | 1       | 1      | 3     |
| 4     | Франция        | 1      | 0       | 1      | 2     |
| 5     | Германия       | 1      | 0       | 0      | 1     |
| 5     | Швейцария      | 1      | 0       | 0      | 1     |
| 7     | Турция         | 0      | 2       | 1      | 3     |
| 8     | Португалия     | 0      | 1       | 1      | 2     |
| 9     | Австрия        | 0      | 0       | 2      | 2     |
| Всего | Всего          | 8      | 8       | 8      | 24    |